# 57007007
57007007 (syvoghalvtreds millioner, syv tusinde og syv) er:
- det naturlige tal efter 57007006, derefter følger 57007008
- et heltal
- et primtal, faktisk det mindste af et par af primtalstvillinger, da 57007009 også er et primtal.
- stregkoden på en Carlsberg øl

| Matematik | Spire Denne artikel om matematik er en spire som bør udbygges. Du er velkommen til at hjælpe Wikipedia ved at udvide den. |

|  | Infoboks uden skabelon Denne artikel har en infoboks dannet af en tabel eller tilsvarende. |